# Heideberg (Spessart)
Der Heideberg ist ein 539 m ü. NHN hoher Berg im Spessart im bayerischen Landkreis Miltenberg in Deutschland.

## Beschreibung
Der Heideberg liegt auf der Gemarkung von Altenbuch. Der Berg wird im Nordosten durch das Tal des Haslochbaches und im Südwesten durch das des Kropfbaches begrenzt. Über den Gipfel verläuft die Staatsstraße 2316 (Hochstraße).